# Drapelul Cubei

Steagul Cubei -- Proporțiile steagului - 1:2

Drapelul Cubei a fost prima dată adoptat la 11 aprilie 1869 de către Asamblea de Guáimaro, a fost rearborat la 20 mai 1902, urmând independenței acestei țări, care fusese fostă coloniei a Spaniei și apoi teritoriu al Statelor Unite ale Americii și există în uz până astăzi, absolut neschimbat din 21 aprilie 1906, când a fost consfințit prin decret de către întâiul președinte al Cubei, Tomás Estrada Palma. 

## Istorie
Originile steagului Cubei datează din 1849, când diferite mișcări de liberare ale Cubei față de stăpânirea spaniolă au prins consistență, mai ales printre exilații cubanezi din Statele Unite.  Exilații cubanezi ai mișcării anti-spaniole, sub conducerea lui Narciso López, au adoptat un steag al cărui design fusese sugerat de poetul Miguel Teurbe Tolón.  Desenul acestuia conținea trei benzii albastre orizontale simbolizând marea ce înconjoară insula, reprezentate alternativ cu două benzi albe simbolizând puritatea luptei pentru independență.  Triunghiul roșu semnifică sângele vărsat pentru eliberarea națiunii, iar pentagonul stelat alb de pe fond roșu semnifică independența propriu-zisă.  Steagul a fost folosit efectiv de către López în bătălia de la Cárdenas, din 1850 și Playitas, din 1851.  Deși Lopez nu a fost victorios, aceste două evenimente au fost primele în care actualul steag al Cubei a fost folosit. 

## Utilizări
În luni aprilie a anului 1869, steagul folosit de Narciso Lopez au fost desemnat ca simbol național de către Congresul organizației pentru eliberarea Cubei, Republica Cuba la arme.  Între 1 ianuarie 1899 și 20 mai 1902, când Cuba fusese teritoriu al Statelor Unite ale Americii, ca urmare al războiului americano-spaniol, steagul SUA a fluturat deasupra insulei.  După 20 mai 1902, steagul național al țării a fost arborat pretutindeni ca un simbol al independenței și suveranității țării. 

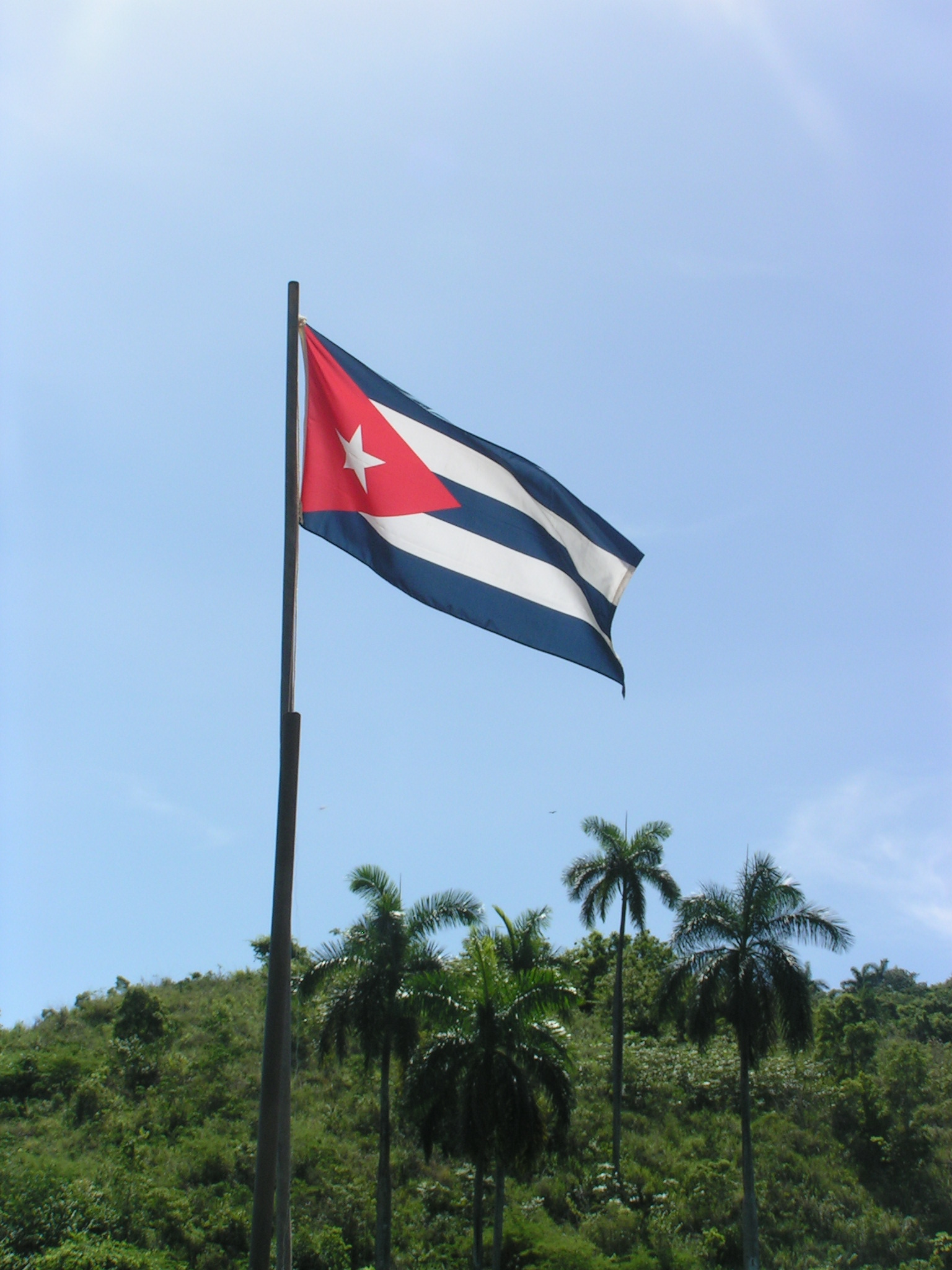
Steagul Cubei fluturând undeva într-o zonă rurală.

În ciuda controlului politic și al dominației severe economice a SUA între 1902 și 1959, steagul Cubei a continuat să fluture deasupra insulei.  În timpul Revoluției cubaneze, dar și apoi, până azi, destinația și modelul steagului național au rămas neschimbate.  În timpul Revoluției cubaneze, mișcarea politică și armată a viitorului președintelui cubanez Fidel Castro Ruz, Mișcarea 26 Iulie, a creat un steag al partidului care este bazat pe steagul național cubanez. 

## Istoria steagului cubanez

Steagul Crucii Burgundiei (1521–1843)
Steagul Americii Latine (1843–1873; 1874–1898)
Steagul Primei Republici Spaniole (1873–1874)
Steagul Céspedes în războiul de zece ani (1868–1878)
Steagul Primei Republici Cuba (1902–1906; 1909–1959)[1]
Steagul Mișcării 26 iulie
Bannerul primului ministru al Cubei (1959–1976)
Standardul președintelui Cubei
Steagul guvernului militar al Statelor Unite în Cuba (1898-1902; 1906–1909)